# Міжнародна безпека

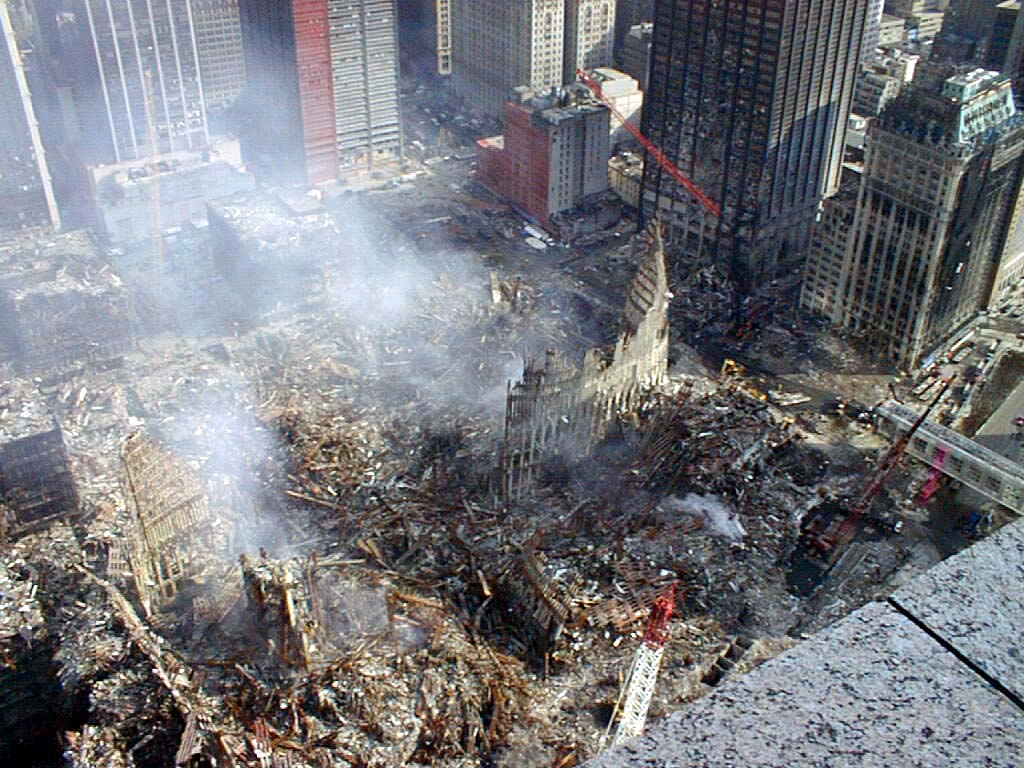
11 вересня 2001 року

Міжнаро́дна безпе́ка — система міжнародних відносин, що заснована на дотриманні усіма державами загальновизнаних принципів і норм міжнародного права, виключає вирішення спірних питань і розбіжностей між ними за допомогою сили або загрози.
Міжнародна безпека є також певною сферою професійної діяльності. У деяких країнах існує також університетський навчальний фах «міжнародна безпека».

## Зовнішня безпека

### Традиційна та нетрадиційна безпека
З кінця холодної війни, дедалі більше зростала необхідність розширити поняття безпеки і розрізняти «жорсткі» і «м'які» загрози безпеці, але впровадження стратегій, що стояли перед «м'якими» загрозами безпеці були менш помітними. Крім того, мало місце нерозуміння, яким чином перетинаються старі і нові загрози безпеці і багато в чому фактично підсилюють одна одну. Це дослідження охоплює сферу традиційних і нетрадиційних загроз безпеці, але ще важливішим є зрозуміти взаємозв'язок одної з іншою. Ще однією метою, є зрозуміти їх вплив на регіон і що можна зробити, щоб боротися з ними. Нетрадиційні і часто транснаціональні загрози безпеці піднялися на чільне місце і головним чином в розвитку і в пост-комуністичних районах. Серед них незаконна торгівля наркотиками, можливо несе найбільші соціальні, політичні та економічні наслідки. Зв'язки між загрозами безпеці і слабкою політичною та економічною діяльності не тільки підсилює негативний розвиток, а й насправді загрожує самій структурі слабких держав, в яких загрози безпеці процвітають.

### Наркотики, організована злочинність і безпека в Євразії
У другій половині 20-го століття, незаконне виробництво наркотиків для західних ринків була розроблена і об'єднана в різних частинах Азії. Майже вся сукупність героїну, споживаного в Європі бере свій початок в Афганістані, з окремими великими і соціальними проблеми у країнах споживання. Тим не менш, виробництво і контрабанда героїну викликає ще більш серйозні проблеми у виробництві та транзиті в країни. У державах уздовж маршрутів контрабанди наркотики зачіпають умови загального стану здоров'я населення з важкими хворобами включаючи ВІЛ / СНІД в результаті. Це також сприяє злочину і соціальним конфліктам, посилює корупцію і загрожує суверенітету, паливному екстремізму і тероризму, і відіграє важливу роль в громадянських війнах.
Визнання, що торгівля наркотиками виросла, щоб стати головною багатогранної загрозою безпеці значним частинам області і виклику інтересам Сполучених Штатів і Європи, Інституту Середньої-Азії-Кавказу та Програми Досліджень Великого шовкового шляху, проводить багаторічну науково-дослідну роботу щодо торгівлі незаконними наркотиками від Середньої і Південно-Східної Азії до Європи. Проект зосереджується на соціальних і політичних наслідках торгівлі наркотиками, зосереджуючись на 4 областях:
- Маршрути торгівлі афганських опіатів
- Зв'язок між торгівлею наркотиками і тероризмом і конфліктом
- Процеси державного проникнення мали відношення до торгівлі наркотиками
- Фінансові аспекти торгівлі наркотиками.

### Традиційна та нетрадиційна безпека в Євразії
Починаючи з кінця холодної війни все більш і більш зростала потреба розширити поняття безпеки і розрізнити «жорсткі» та «м'які» загрози безпеці, але впровадження стратегій, що стояти перед «м'якими» загрозами безпеці були менш помітними. Це трохи змінилося, але проблема, з якою ми тепер стикаємося, полягає в тому, що поділ між жорстикими (традиційними) і м'якими (нетрадиційними) загрозами безпеці було майже повним, і в багатьох відношеннях штучним. Це була позитивна тенденція, щоб підняти так звані нові загрози безпеці, але було важко зрозуміти, яким чином старі і нові загрози безпеці накладаються і у багатьох відношеннях фактично зміцнюють один одного. Ця книга прагне аналізувати і традиційні і нетрадиційні загрози безпеці в Євразії, але що ще більш важливо як вони взаємопов'язані одні з одними, щоб бачити, як вони взаємодіють і зміцнюють одні інші. Ще однією метою, є зрозуміти їх вплив на регіон і що можна зробити, щоб боротися із загрозами безпеці в Євразії.
Нетрадиційні і часто транснаціональні загрози безпеці піднялися на чільне місце і головним чином в розвитку і в пост-комуністичних районах. Серед них незаконна торгівля наркотиками, можливо несе найбільші соціальні, політичні та економічні наслідки. Це загрожує сферам суспільства через наркоманію, злочинність і хвороби. Це поглиблює корупцію у вже слабких державах, порушуючи їх економічне і політичне функціонування. Крім того, через його зв'язки із заколотами і тероризмом, торгівля наркотиками несе зростаючу загрозу для регіональної та міжнародної безпеки в найбільш традиційному, військовому значенні. Таким чином, торгівля наркотиками впливає як на «жорстку» так і на «м'яку» безпеки.
Ніде не викривають ефект наркоторгівлі на декількох аспектах безпеки більш помітно, ніж в Євразійському регіоні. З швидким виробництвом опіуму в постраждалому від війни Афганістані та збільшення торгівлі героїну на північ через пострадянську Середню Азію на ринки в Росії, Китаї та Європі, несприятливий вплив торгівлі наркотиками на більш широкій області все більше і більше стає очевидним. Однак систематичне дослідження явища було відносно незначним. Точно так само екологічні, водні, економічні, й інші загрози безпеки не отримализначної уваги, яку вони повинні були отримати і такі погрози потонули в увазі засобів масової інформації щодо терористичної загрози і м'яких і жорстких значень, які терористична загроза могла мати для суспільства. Та незважаючи на самий факт, що відсутність в даний час економічного розвитку швидше за все зробила більше, щоб закласти базу для вербування тероризму, ніж яка-небудь інша проблема, і незважаючи на те, що водна проблема, загрожує привести держави до війни, а в крайніх випадках позбавити деякі регіони Євразії від будь-якого шансу людської стійкості.
Зв'язок між існуючими загрозами безпеці в регіоні і слабких політичних і економічних показниках не тільки зміцнює негативний розвиток, а фактично загрожує самій державі. Багато згаданих загроз безпеці процвітають в слабких державах, а саме: організована злочинність і тероризм, а також, як один із прикладів екологічна безпека є серйозною загрозою, оскільки ці загрози безпеці часто відзначаються як незначні і вся увага ресурсів зосереджена на зберігання уряду в місці замість того, щоб забезпечити довгострокову безпеку.
Комбінація нових і традиційних загроз безпеці, безсумнівно, має негативні ефекти для регіону, але зв'язки між різними формами загроз і політичних структур в регіоні — незрозумілі. Щоб бути не в змозі зрозуміти ці ефекти і зв'язок між ними є не тільки контрпродуктивними, але і міг також у середньостроковій перспективі об'єднати і запобігти державам в регіоні від розвитку в позитивному напрямку. Ця книга стверджує, що нетрадиційні загрози безпеці зачіпають безпеку регіону до такої міри, що безпека Євразії більше не може розумітися в поділі від взаємозалежності між м'якими і жорскими загрозами безпеці. Враховуючи важливість регіону для інших держав і для інтересів національної безпеки регіонів, негативний вплив ситуації з безпекою на регіон повинно торкнутися США, китайських, європейських та індійських інтересів до Євразії в негативному напрямку.
Цей проект прагне забезпечувати поліпшене розуміння загрози безпеці, представленої регіональною безпекою Євразії та їх взаємозв'язкаї, і що це має на увазі для зовнішніх акторів. Він також прагне представляти загальне розуміння про зв'язки між різними загрозами безпеці і слабкими державами.